# Tyree Washington
Tyree Washington (Riverside, 28 agosto 1976) è un ex velocista statunitense, campione mondiale dei 400 metri piani a Parigi Saint-Denis 2003.

## Biografia
Nel 1997 ai Mondiali di Atene ha vinto il bronzo nei 400 metri piani e l'oro nella staffetta 4×400 metri (quest'ultima medaglia ritirata nel 2009, a seguito dell'ammissione di Antonio Pettigrew di aver utilizzato sostanze dopanti).
Nel 2003 ai Mondiali indoor di Birmingham ha conquistato l'oro nei 400 m, oltre all'argento nei 400 m ai Mondiali all'aperto di Saint-Denis (successivamente divenuto oro a causa della squalifica di Jerome Young). Qui sul campo avrebbe vinto anche la staffetta 4×400 m se i suoi compagni Calvin Harrison e Jerome Young non fossero risultati positivi all'antidoping, motivo per cui la squadra statunitense fu successivamente squalificata.
Ha detenuto il record mondiale della staffetta 4×400 m, stabilito nel 1998 col tempo di 2'54"20 insieme allo squalificato a vita Jerome Young, ad Antonio Pettigrew (allenatore di Washington fino al decesso avvenuto il 10 agosto 2010) e a Michael Johnson. Il record è successivamente stato annullato a causa delle squalifiche inflitte a Young e Pettigrew.
Nel 2006, al rientro dopo alcuni infortuni, ha vinto l'oro con la staffetta 4×400 m ai Mondiali indoor di Mosca.

## Palmarès
| Anno | Manifestazione  | Sede        | Evento      | Risultato | Prestazione | Note                                    |
| ---- | --------------- | ----------- | ----------- | --------- | ----------- | --------------------------------------- |
| 1997 | Mondiali        | Atene       | 400 m piani | Bronzo    | 44"39       | Miglior prestazione personale           |
| 1997 | Mondiali        | Atene       | 4×400 m     | dq        | 2'56"47     | [ 1 ]                                   |
| 2003 | Mondiali indoor | Birmingham  | 400 m piani | Oro       | 45"34       | Miglior prestazione mondiale stagionale |
| 2003 | Mondiali indoor | Birmingham  | 4×400 m     | dq        | 3'04"09     | [ 2 ]                                   |
| 2003 | Mondiali        | Saint-Denis | 400 m piani | Oro       | 44"77       |                                         |
| 2003 | Mondiali        | Saint-Denis | 4×400 m     | dq        | 2'58"88     | [ 3 ]                                   |
| 2006 | Mondiali indoor | Mosca       | 4×400 m     | Oro       | 3'03"24     |                                         |

## Campionati nazionali
- 2 volte campione nazionale dei 400 m piani (1997, 2003)
- 1 volta campione nazionale indoor dei 400 m piani (2003)

## Altre competizioni internazionali
1998
- 4º alla Grand Prix Final ( Mosca), 400 m piani - 45"47

2005
- Oro alla World Athletics Final ( Monaco), 400 m piani - 44"51